# Растина
Растина (серб. Растина) — село в Сербії, належить до общини Сомбор Західно-Бацького округу в багатоетнічному, автономному краю Воєводина.

## Населення
Населення села становить 566 осіб (2002, перепис), з них:
- серби — 543 — 95,93%;
- хорвати — 7 — 1,23%;

Решту жителів  — кілька етносів, зокрема: македонці, мадяри, бунєвці, німці і навіть кілька русинів-українців.